# Proisotoma najtae
Proisotoma najtae is een springstaartensoort uit de familie van de Isotomidae. De wetenschappelijke naam van de soort is voor het eerst geldig gepubliceerd in 1971 door Selga.